# España, aparta de mí este cáliz
España, aparta de mí este cáliz es un poemario escrito por el poeta peruano César Vallejo, en los últimos meses de 1937, encuadrado en el realismo socialista y que fue publicado después de su muerte, en 1939. Está formado por un conjunto de quince poemas, el último de los cuales da el título a la obra. Corresponde al último período de la producción poética vallejiana, contemporánea a los postreros "Poemas humanos", pero el mismo autor quiso que formara un poemario aparte, cuya unidad residía en su temática, inspirada en la guerra civil española que desangró la península ibérica en 1936. 
El poemario ya estaba organizado y listo para entregarse a la prensa al momento de fallecer Vallejo (abril de 1938), siendo falsa aquella versión que dice que aún se hallaba en proceso de corrección. 

## Primeras ediciones
España, aparta de mí este cáliz fue la primera de las creaciones literarias de Vallejo en publicarse póstumamente: sucedió en España, en enero de 1939, en una labor de impresión realizada por los soldados republicanos del Ejército del Este en la imprenta de la abadía de Montserrat (Cataluña). La leyenda cuenta que el papel necesario para la impresión fue fabricado usando como materia prima el uniforme de un general franquista caído en batalla, pero esto es una invención. El papel, eso sí, es de mala calidad, dada la carestía que había, y presenta muchas irregularidades en su fabricación. Los ejemplares de esta edición príncipe se creyeron totalmente desaparecidos o destruidos, ya que se llegó a imprimir pero no a encuadernar ni distribuir, y se daban por destruidos durante la toma del monasterio. Algunos ejemplares, uno de la obra de Vallejo, cuatro de la de Neruda (un ejemplar de la primera edición y tres ejemplares de la segunda edición), y un ejemplar del Cancionero menor para los combatientes (1936-1938) de Emilio Prados, fueron hallados en la Biblioteca del monasterio de Montserrat, después de la guerra civil. Esta edición, tanto tiempo legendaria, se hizo al cuidado de Manuel Altolaguirre, bajo el peculiar sello editorial de «Ediciones Literarias del Comisariado del Ejército del Este», la misma que el año anterior publicara también una obra de Pablo Neruda: España en el corazón: himno a la glorias del pueblo en la guerra y Cancionero menor para los combatientes (1936-1938) de Emilio Prados, entre otras publicaciones menores.
España, aparta de mí este cáliz fue incluido después en la edición que englobaba toda la poesía póstuma de Vallejo bajo el título de "Poemas humanos" (París, Les Editions des Presses Modernes au Palais Royal, julio de 1939), edición supervisada por Georgette Vallejo (viuda del poeta) y Raúl Porras Barrenechea, con epílogo de Luis Alberto Sánchez y Jean Cassou. Cabe señalar que en esta edición el orden de los poemas y la numeración (en letras romanas) es distinto al de la edición príncipe de enero de 1939. Se basaba, inexplicablemente, en la penúltima corrección que hizo el autor de sus poemas.
En México, Juan Larrea publicó y prologó otra edición del poemario en forma independiente, con el subtítulo de Profecía de América (Editorial Séneca, 1940). Corresponde, con pocas variantes, al texto de la edición príncipe. Contenía el después célebre retrato de Vallejo dibujado por Pablo Picasso.

## Estructura
Consta, como ya queda dicho, de 15 poemas:
- I.-"Himno a los voluntarios de la República"
- II.-“Batallas”
- III.-[“Solía escribir con su dedo grande…”]
- IV.-[“Los mendigos pelean por España”]
- V.-"Imagen española de la muerte"
- VI.-“Cortejo tras la toma de Bilbao”
- VII.-[“Varios días al aire, compañeros”]
- VIII.-[“Aquí”]
- IX.-“Pequeño responso a un héroe de la República"
- X.-"Invierno en la batalla de Teruel”
- XI.-[“Miré el cadáver, su raudo orden visible"]
- XII.-“Masa”
- XIII.-“Redoble fúnebre a los escombros de Durango"
- XIV.-“¡Cuídate, España, de tu propia España!”
- XV.-“España, aparta de mí este cáliz".

## Análisis
El título de este poemario se inspira en un pasaje de los Evangelios, cuando Cristo en la disyuntiva de evitar los sufrimientos físicos y psicológicos, o de sacrificarse por amor a la humanidad, se dirige a Dios su Padre, diciéndole: “Padre (si puedes), aparta de mi éste cáliz”. Vallejo identifica al miliciano republicano que parte al frente de lucha con este Cristo sufriente, que ha de sufrir y morir en una pelea, que desde la óptica del poeta, trasciende a una dimensión cósmica.

¡Constructores
agrícolas, civiles y guerreros,
de la activa, hormigueante eternidad: estaba escrito
que vosotros haríais la luz, entornando
con la muerte vuestros ojos;
que, a la caída cruel de vuestras bocas,
vendrá en siete bandejas la abundancia, todo
en el mundo será de oro súbito…
(Poema I: Himno a los voluntarios de la Republica).

No es un canto u oda que ensalce las batallas o hechos bélicos, ni una alabanza a gestas singulares de guerreros, sino la contemplación alucinada que hace el poeta del martirio de un pueblo, de una lucha fratricida espantosa de la cual el poeta tiene esperanza de que renazca con nueva luz y brío: como en el relato bíblico, espera que de ella se produzca una Resurrección: 

¡Entrelazándose hablarán los mudos, los tullidos andarán!
¡Verán, ya de regreso, los ciegos
y palpitando escucharán los sordos!
¡Sabrán los ignorantes, ignorarán los sabios!
¡Serán dados los besos que no pudisteis dar!
¡Sólo la muerte morirá!
(Idem)

En otro de sus poemas más célebres de esta colección, el poeta apela a la piedad y la misericordia de todos los hombres para vencer a la muerte. El “amor universal” hará el milagro:

Entonces, todos los hombres de la tierra
le rodearon; les vio el cadáver triste, emocionado;
incorporóse lentamente, 
abrazó al primer hombre; echóse a andar.
(Poema XII. Masa).

El poeta falleció el 15 de abril de 1938, cuando las tropas franquistas, que ya habían iniciado su ofensiva en el Bajo Ebro, llegaban al Mediterráneo por Vinaroz y cortaban en dos la España Republicana. Tal vez ya meses antes el poeta intuía el desenlace de la contienda, lo que se vislumbra en este llamado a los “niños del mundo” del último poema, el mismo que da el título al poemario:

...si la madre
España cae -digo, es un decir-
salid, niños del mundo; id a buscarla!...